# Flughafen Sucre (Bolivien)

i7
i11
i13
Der Internationale Flughafen Alcantarí ist der neue Flughafen von Sucre, der Hauptstadt Boliviens. Er liegt 25 km südöstlich der Stadt im Municipio Yamparáez auf einer Höhe von 3112 m über Null.

## Geschichte
Im Jahr 2011 wurde der Bau des Flughafens begonnen, um den alten, stadtnahen Flughafen „Juana Azurduy de Padilla“ zu ersetzen, der durch die Zunahme der Flugverkehrs in Bolivien zu klein geworden war und auf Grund seiner Lage im Talkessel von Sucre nur bei Tageslicht und gutem Wetter angeflogen werden konnte. Im Mai 2016 wurde der Flughafen eröffnet, aber bis 2020 soll er weiter ausgebaut werden, um dann auch internationale Flüge anbieten zu können. Außerdem soll im Zuge des Ausbaus ein Frachtterminal entstehen.

## Fluggesellschaften und Ziele
Aktuell werden von Sucre aus vier bolivianische Flughäfen angeflogen (La Paz, Santa Cruz, Cochabamba und Tarija). Es sind folgende Airlines aktiv: Boliviana de Aviación, Amas Bolivia und EcoJet.